# Hyla heinzsteinitzi
Hyla heinzsteinitzi är en groddjursart som beskrevs av Grach, Plesser och Werner 2007. Hyla heinzsteinitzi ingår i släktet Hyla och familjen lövgrodor. IUCN kategoriserar arten globalt som akut hotad. Inga underarter finns listade i Catalogue of Life.